# 의리의 사나이 돌쇠
의리의 사나이 돌쇠(Dolsoi, a Man of Loyalty)는 한국에서 제작된 이남섭 감독의 1970년 영화이다. 백영민 등이 주연으로 출연하였고 곽정환 등이 제작에 참여하였다.

## 출연

### 주연
- 백영민
- 장욱제
- 박노식

### 조연
- 남정임
- 김난영
- 이치우
- 조정일
- 장일환
- 박미영
- 최지숙

## 제작진
- 원작자: 이남섭
- 음향효과: 최형래
- 미술: 조경환
- 의상: 이해윤